# NGC 1409
NGC 1409 è una piccola galassia a spirale barrata situata nella costellazione del Toro, distante circa 340 milioni di anni luce (105 Mpc). Essa interagisce con NGC 1410, una piccola Galassia di Seyfert il cui nucleo è lontano almeno 23 000 anni luce da quello di NGC 1409.
Le due galassie sono infatti note per il loro scambio di polveri e gas, attraverso una corrente di materiali: la corrente contiene una massa di polveri equivalente a 2 milioni di masse solari, quindi quella totale (tenendo conto che il rapporto tra le masse dei gas e delle polveri è in genere di 160) risulta essere equivalente a circa 300 milioni di volte quella solare.
La caratteristica notevole di questo scambio di materiale è che le osservazioni condotte non hanno rilevato in questa galassia l'innesco di alcuna prolifica formazione di stelle massicce (come invece accade in altre galassie interagenti, ad esempio nelle Galassie Antenne).